# Stuttgart Super 9 1997 - Qualificazioni singolare
Le qualificazioni del singolare  dello Stuttgart Super 9 1997 sono state un torneo di tennis preliminare per accedere alla fase finale della manifestazione. I vincitori dell'ultimo turno sono entrati di diritto nel tabellone principale. In caso di ritiro di uno o più giocatori aventi diritto a questi sono subentrati i lucky loser, ossia i giocatori che hanno perso nell'ultimo turno ma che avevano una classifica più alta rispetto agli altri partecipanti che avevano comunque perso nel turno finale.
Le qualificazioni dello Stuttgart Super 9 1997 prevedevano 24 partecipanti di cui 6 sono entrati nel tabellone principale.

## Teste di serie
1. Galo Blanco (ultimo turno)
2. Fernando Meligeni (Qualificato)
3. Sláva Doseděl (Qualificato)
4. Emilio Benfele Álvarez (primo turno)
5. Richard Fromberg (ultimo turno)
6. Dennis van Scheppingen (ultimo turno)

1. Fernando Vicente (primo turno)
2. Martin Sinner (Qualificato)
3. Orlin Stanojčev (Qualificato)
4. Martín Rodríguez (primo turno)
5. Bernd Karbacher (Qualificato)
6. Alberto Martín (primo turno)

## Qualificati
1. Bernd Karbacher
2. Fernando Meligeni
3. Sláva Doseděl

1. Orlin Stanojčev
2. Martin Sinner
3. Fernando Vicente

## Tabellone

### Legenda
| - Q = Qualificato - WC = Wild card - LL = Lucky loser | - ALT = Alternate - SE = Special Exempt - PR = Protected Ranking | - w/o = Walkover - r = Ritirato - d = Squalificato |

### Sezione 1
|  | Primo turno | Primo turno      | Primo turno   | Primo turno | Primo turno |  |  | Ultimo turno | Ultimo turno    | Ultimo turno | Ultimo turno | Ultimo turno |  |
|  |             |                  |               |             |             |  |  |              |                 |              |              |              |  |
|  | 1           | Galo Blanco      | Galo Blanco   | 6           | 6           |  |  |              |                 |              |              |              |  |
|  |             | Patrik Kühnen    | Patrik Kühnen | 2           | 4           |  |  | 1            | Galo Blanco     | 4            | 6            | 4            |  |
|  | 11          | Bernd Karbacher  | 6             | 5           | 7           |  |  | 11           | Bernd Karbacher | 6            | 3            | 6            |  |
|  |             | Lucas Arnold Ker | 3             | 7           | 5           |  |  |              |                 |              |              |              |  |

### Sezione 2
|  | Primo turno | Primo turno       | Primo turno       | Primo turno | Primo turno |  |  | Ultimo turno | Ultimo turno      | Ultimo turno | Ultimo turno | Ultimo turno |  |
|  |             |                   |                   |             |             |  |  |              |                   |              |              |              |  |
|  | 2           | Fernando Meligeni | Fernando Meligeni | 6           | 6           |  |  |              |                   |              |              |              |  |
|  |             | Björn Phau        | Björn Phau        | 4           | 3           |  |  | 2            | Fernando Meligeni | 6            | 6            | 6            |  |
|  |             | Alberto Martín    | Alberto Martín    | 6           | 7           |  |  |              | Alberto Martín    | 1            | 7            | 3            |  |
|  | 12          | Jacobo Diaz-Ruiz  | Jacobo Diaz-Ruiz  | 3           | 6           |  |  |              |                   |              |              |              |  |

### Sezione 3
|  | Primo turno | Primo turno      | Primo turno      | Primo turno | Primo turno |  |  | Ultimo turno | Ultimo turno     | Ultimo turno     | Ultimo turno | Ultimo turno |  |
|  |             |                  |                  |             |             |  |  |              |                  |                  |              |              |  |
|  | 3           | Sláva Doseděl    | 6                | 6           | 6           |  |  |              |                  |                  |              |              |  |
|  |             | Marcos Górriz    | 7                | 2           | 3           |  |  | 3            | Sláva Doseděl    | Sláva Doseděl    | 6            | 6            |  |
|  |             | Martín Rodríguez | Martín Rodríguez | 7           | 6           |  |  |              | Martín Rodríguez | Martín Rodríguez | 2            | 3            |  |
|  | 10          | Jaime Oncins     | Jaime Oncins     | 6           | 3           |  |  |              |                  |                  |              |              |  |

### Sezione 4
|  | Primo turno | Primo turno            | Primo turno | Primo turno | Primo turno |  |  | Ultimo turno | Ultimo turno    | Ultimo turno | Ultimo turno | Ultimo turno |  |
|  |             |                        |             |             |             |  |  |              |                 |              |              |              |  |
|  |             | Radomír Vašek          | 6           | 6           | 7           |  |  |              |                 |              |              |              |  |
|  | 4           | Emilio Benfele Álvarez | 7           | 3           | 5           |  |  |              | Radomír Vašek   | 6            | 7            | 3            |  |
|  | 9           | Orlin Stanojčev        | 6           | 4           | 6           |  |  | 9            | Orlin Stanojčev | 7            | 6            | 6            |  |
|  |             | Gabriel Silberstein    | 4           | 6           | 4           |  |  |              |                 |              |              |              |  |

### Sezione 5
|  | Primo turno | Primo turno      | Primo turno      | Primo turno | Primo turno |  |  | Ultimo turno | Ultimo turno     | Ultimo turno     | Ultimo turno | Ultimo turno |  |
|  |             |                  |                  |             |             |  |  |              |                  |                  |              |              |  |
|  | 5           | Richard Fromberg | Richard Fromberg | 6           | 6           |  |  |              |                  |                  |              |              |  |
|  |             | József Krocskó   | József Krocskó   | 2           | 2           |  |  | 5            | Richard Fromberg | Richard Fromberg | 4            | 6            |  |
|  | 8           | Martin Sinner    | Martin Sinner    | 7           | 6           |  |  | 8            | Martin Sinner    | Martin Sinner    | 6            | 7            |  |
|  |             | Jan Apell        | Jan Apell        | 6           | 2           |  |  |              |                  |                  |              |              |  |

### Sezione 6
|  | Primo turno | Primo turno            | Primo turno            | Primo turno | Primo turno |  |  | Ultimo turno | Ultimo turno           | Ultimo turno | Ultimo turno | Ultimo turno |  |
|  |             |                        |                        |             |             |  |  |              |                        |              |              |              |  |
|  | 6           | Dennis van Scheppingen | Dennis van Scheppingen | 6           | 6           |  |  |              |                        |              |              |              |  |
|  |             | Boris Bachert          | Boris Bachert          | 3           | 0           |  |  | 6            | Dennis van Scheppingen | 7            | 5            | 2            |  |
|  |             | Fernando Vicente       | Fernando Vicente       | 6           | 7           |  |  |              | Fernando Vicente       | 6            | 7            | 6            |  |
|  | 7           | Franco Squillari       | Franco Squillari       | 4           | 6           |  |  |              |                        |              |              |              |  |